# پیوه پورتو مورونه
پیوه پورتو مورونه (به ایتالیایی: Pieve Porto Morone) یک کومونه در ایتالیا است که در استان پاویا واقع شده‌است. پیوه پورتو مورونه ۱۶٫۴ کیلومتر مربع مساحت و ۲٬۶۵۲ نفر جمعیت دارد و ۵۸ متر بالاتر از سطح دریا واقع شده‌است.